# Тавид Отсон
Тавид Отсон (на исландски: Davíð Oddsson, произнася се /ˈtaːvið ˈɔtsɔn/) е исландски политик и най-дълго служилият министър-председател на Исландия – от 1991 до 2004 г., общо 13 години.

## Биография
Тавид Отсон е роден на 17 януари 1948 г. в Рейкявик, Исландия.
Между 1982 и 1991 г. е кмет на Рейкявик. От 2004 до 2005 г. е външен министър на Исландия.
Между 2005 и 2009 г. е председател на борда на Централната исландска банка (ЦИБ). Сриването на исландската банкова система води до искане за неговата оставка от исландското общество и сегашния министър-председател Йоухана Сиюрдардоухтир. Впоследствие е сменен като глава на Централната банка през 2009 г.
През септември същата година става редактор на „Моргунбладид“, който е сред най-известните исландски вестници.